# Myriopathes lata
Myriopathes lata is een Antipathariasoort uit de familie van de Myriopathidae. De wetenschappelijke naam van de soort is voor het eerst geldig gepubliceerd in 1909 door Silberfeld.